# لوسي كورين (1956)
لوسي كورين (بالإنجليزية: Lucy Kurien)‏‏ (1 يونيو 1956 - ) أكاديمية، وناشِطة، وناشطة حقوق الإنسان من الهند. أسست الأخت لوسي كورين منظمة ماهر عام 1997 في قرية فادهو بودروك والتي تهدف إلى إلى توفير المأوى والدعم للنساء والأطفال المعوزين.